# 北京政変 (1976年)
北京政変（ペキンせいへん）は、1976年10月6日に中華人民共和国北京市で起こった四人組の一斉逮捕、およびそれにともなう政変である。翌7日のうちに華国鋒体制が成立した。別名、懐仁堂事変（かいにんどうじへん）。

## 概要
1976年7月6日、中国人民解放軍の「建軍の父」と呼ばれた朱徳が死去し、7月28日には渤海湾沿岸一帯にマグニチュード7.8の大地震が発生して唐山市を中心に死者65万人の大災害に見舞われ、人びとの間に動揺が広がった。華国鋒らが唐山地震の救援に注力しているさなかの9月9日、1966年以来10年にわたって文化大革命を主導してきた毛沢東が死去した。中国共産党主席であった毛沢東の死は中国内外にさまざまな感懐の念を呼び起こさせたが、中共の権力中枢にあってはすぐさま激しい権力闘争が展開された。1976年10月6日、「既定方針どおり事を運ぶ」という毛沢東の「遺訓」を根拠に権力継承権を主張していた江青・張春橋・姚文元・王洪文のいわゆる「四人組（文革四人組）」が一斉に逮捕された。華国鋒はこの日、葉剣英・李先念ら中国共産党長老グループの支持を取り付け、毛沢東の警護に長年にわたって従事してきた汪東興が指揮する中央警護部隊に動員を要請して逮捕におよんだものであった。6日夜、「四人組」のうちの王洪文、張春橋、姚文元の3人は、中南海内の懐仁堂に呼び出され、逮捕された。毛沢東の甥の毛遠新、江青らは自宅で逮捕された。華国鋒らは、わずか1時間ほどで一挙に「四人組」を権力の座から引きずり降ろしたこととなる。
北京政変は、「四人組」ら文革左派（上海グループ）と華国鋒・汪東興ら文革右派（非上海グループ）との権力継承をめぐる宮廷革命的性格の強い予防クーデタであった。政変に先立つ10月2日には、毛沢東が華国鋒にあてたと伝えられる「あなたがやれば私は安心だ」という「遺言」をめぐって華国鋒と「四人組」のあいだで激論が戦わされていた。のちに発表された「四人組訴状」によれば、江青らは上海の民兵の武装を強化してクーデタを準備していたという。機先を制して「四人組」を打倒した華国鋒は、出口のみえない文革スタイルの政治に対する民衆の不満を背景に一挙に権力を掌握し、10月7日、中国共産党主席の地位に就いた。
華国鋒は故毛沢東の支持を受けた正統な後継者としてみずからを位置づけ、毛が提唱した「プロレタリア独裁下の継続革命」の理論を全面的に肯定した。彼は、革命精神の高揚を通じた社会主義路線を堅持して、生産力の急速な発展による現代化（第二次大躍進）を進展させることを主張した。そして、いわゆる「四人組」が生産力発展の側面を無視して生産を破壊したことをもって「極右路線」と断罪し、その打倒は「プロレタリア文化大革命のもう一つの偉大な勝利」であったと喧伝した。その一方で、実務派とみなされた鄧小平は革命精神をないがしろにしているとして、鄧に対する攻撃をひきつづき展開した。華国鋒は11月早々、毛の忠実な後継たるべく北京市天安門広場に毛主席紀念堂を着工している。
「あなたがやれば私は安心だ」という毛沢東の遺言を誇示した華国鋒は、しかし、それゆえに中国における非毛沢東化の進展とともに政治的将来が閉ざされていった。「四人組」批判運動が広がっていくなかで文化大革命そのものへの批判が顕在化し、党内外に鄧小平の復権と1976年4月5日の四五天安門事件に対する再検討を求める声が広がっていった。1977年7月、鄧小平は中共第10期3中全会において副主席として再復活し、同時に「四人組」は党籍と職務を剥奪された。同年8月の中国共産党第11次全国代表大会では、文化大革命の終結が宣言され、中国共産党の新規約に「4つの現代化」が明記された
なお、「四人組」に対する裁判は1980年11月20日から1981年1月25日まで開かれた。政治裁判であるにもかかわらず、法廷のようすは世紀のショーとして世界中のテレビで放映され、江青の抵抗、王洪文・姚文元の「自己批判」、張春橋の完全黙秘などがセンセーショナルな話題となった。

関連画像
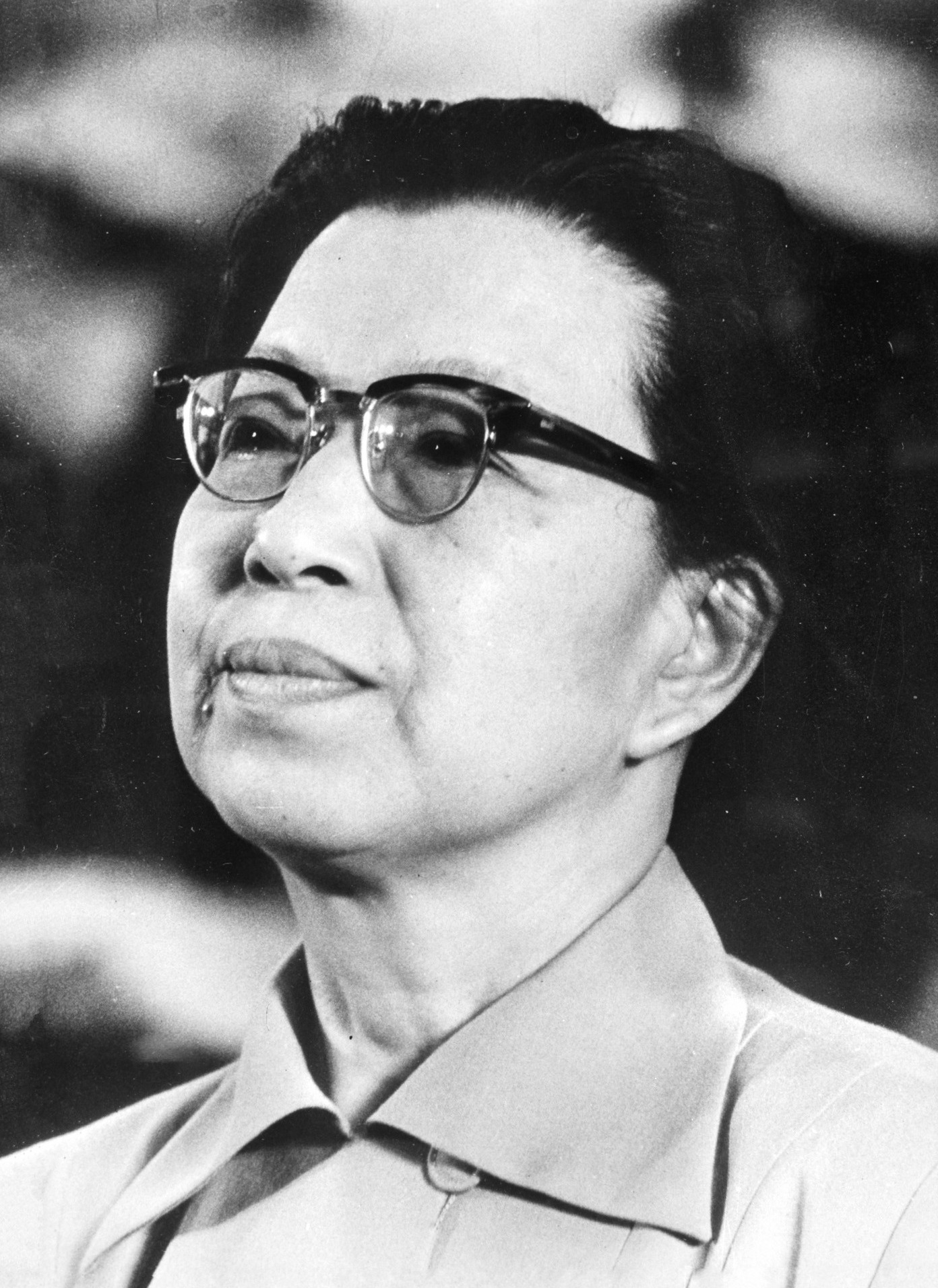
江青
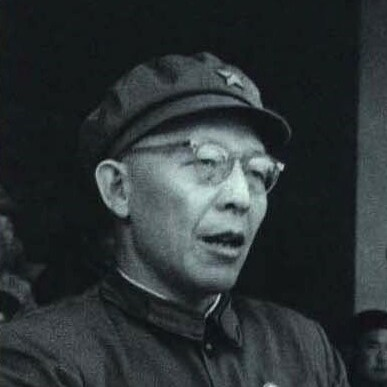
張春橋
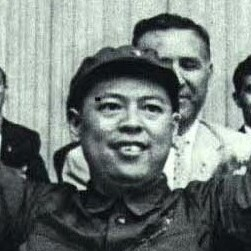
姚文元
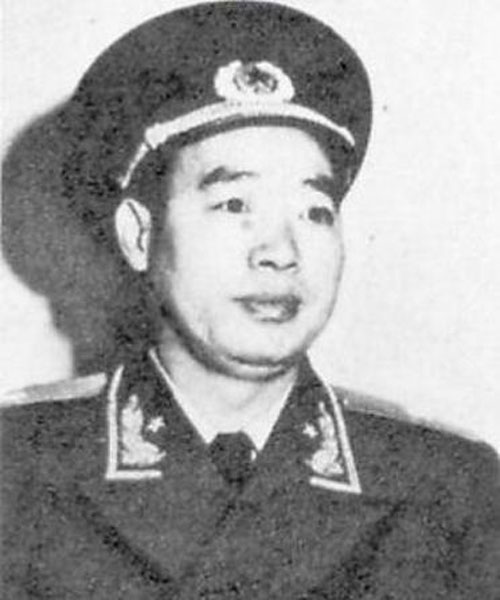
汪東興